# Alexandre Vaultier de Moyencourt
Pour les articles homonymes, voir Vaultier.
 (mai 2012).
Si vous disposez d'ouvrages ou d'articles de référence ou si vous connaissez des sites web de qualité traitant du thème abordé ici, merci de compléter l'article en donnant les références utiles à sa vérifiabilité et en les liant à la section « Notes et références ».
Alexandre Vaultier de Moyencourt  seigneur de Reuilly, comte de Moyencourt, chevalier de Saint-Louis, capitaine des vaisseaux du roi, fut Gouverneur de la Grenade par intérim puis Gouverneur de Guadeloupe de 1719 à 1727. Le 1er janvier 1684, il reçoit un brevet d'enseigne de vaisseau et devient Officier de marine de l'ordre de Saint-Lazare de Jérusalem.
Dès son arrivée en Guadeloupe, il exige un paiement par nègre à tous les vaisseaux négriers. Mais il acquiert une habitation et achète des esclaves, il sera réprimandé par lettre du Conseil du Marine. Il sera remplacé par Robert Giraud du Poyet, rappelé en France sur soupçons de contrebande.
Il était originaire de Picardie. Il épousa Marie-Anne de La Croix à Pont-l'Abbé, le 20 février 1701.